# Klaudia Breś
Klaudia Breś, née le 22 juin 1994 à Bydgoszcz, est une tireuse polonaise au pistolet.

## Palmarès

### Jeux européens
- Jeux de 2023 à Cracovie, en Pologne
  -  Médaille d'or au pistolet à 10 m air comprimé
  -  Médaille d'argent au pistolet à 25 m air comprimé par équipes
- Jeux de 2015 à Bakou, en Azerbaïdjan
  - 10e au pistolet à 10 m air comprimé

### Championnats d'Europe de tir
- en junior, en 2013
- Médaille d'or en individuel
- Médaille d'or en équipes